# Теорема о дисконтинууме
Теорема о дисконтинууме — утверждение о том, что между точками любых двух ограниченных дисконтинуумов можно установить взаимно однозначное соответствие, сохраняющее порядок следования точек на прямой.

## Формулировка
Всякое ограниченное, совершенное, нигде не плотное линейное множество подобно канторову множеству, и, следовательно, все такие множества подобны друг другу.

## Пояснение
Два линейных точечных множества {\displaystyle A} и {\displaystyle B} называются подобными, если между их элементами можно установить взаимно однозначное соответствие, сохраняющее порядок следования точек на прямой, то есть такое, что если {\displaystyle x'\leftrightarrow y'}, {\displaystyle x''\leftrightarrow y''}, {\displaystyle x',x''\in A,y',y''\in B} и {\displaystyle x'<x''}, то {\displaystyle y'<y''}.

## Доказательство
Пусть {\displaystyle P} — линейное ограниченное, совершенное, нигде не плотное множество. Оно получается из наименьшего отрезка {\displaystyle [a,b]}, его содержащего, выбрасыванием счётного числа интервалов, не имеющих попарно общих точек и концов. Смежных интервалов будет обязательно счётное множество, так как при конечном числе смежных интервалов {\displaystyle P} не было бы нигде не плотным. Пусть {\displaystyle V} — наибольший по длине смежный интервал множества {\displaystyle P} или, если таких интервалов несколько (конечное число), самый левый из них. Отрезки, получившиеся после удаления {\displaystyle V} из {\displaystyle [a,b]}, обозначим через {\displaystyle \delta _{0}} и {\displaystyle \delta _{2}}. Пусть {\displaystyle V_{0}} — наибольший по длине смежный интервал множества {\displaystyle P}, лежащий на {\displaystyle \delta _{0}} или самый левый 
Обозначим через {\displaystyle \delta _{00}} и {\displaystyle \delta _{02}} отрезки, остающиеся после удаления из {\displaystyle \delta _{0}} интервала {\displaystyle V_{0}}. Аналогично приходим к интервалу {\displaystyle V_{2}} и отрезкам {\displaystyle \delta _{20}} и {\displaystyle \delta _{22}} и так далее. Отметим, что при каждом шаге на каждом из отрезков {\displaystyle \delta _{j_{1}j_{2}...j_{k}}} будут обязательно смежные интервалы, так как в противном случае весь этот отрезок принадлежал бы {\displaystyle P} и множество {\displaystyle P} не было бы нигде не плотным. Таким образом: {\displaystyle P=\left[a,b\right]\backslash V\backslash \left(V_{0}\cup V_{2}\right)\backslash \left(V_{00}\cup V_{02}\cup V_{20}\cup V_{22}\right)\backslash ...}. Получаем, что каждая точка {\displaystyle x\in P} определяется счётным множеством индексов, принимающих независимо два значения: {\displaystyle y=y_{j_{1}j_{2}...j_{k}...}}, где {\displaystyle j_{k}=0,2}. Пусть {\displaystyle y} и {\displaystyle y'} — две различные точки множества {\displaystyle P}: {\displaystyle y=y_{j_{1}j_{2}...j_{k}...}}, {\displaystyle y'=y'_{j'_{1}j'_{2}...j'_{k}...}}. Предположим, что {\displaystyle y} и {\displaystyle y'} лежат на одном и том же отрезке 1-го, 2-го, ..., (k-1)-го ранга, но на разных отрезках k-го ранга. Тогда {\displaystyle j_{1}=j'_{1},j_{2}=j'_{2},...,j_{k-1}=j'_{k-1},j_{k}\neq j'_{k}}. Ясно, что если {\displaystyle j_{k}=0,j'_{k}=2}, то {\displaystyle y<y'} и обратно, если {\displaystyle y'<y}, то {\displaystyle j_{k}=2,j'_{k}=0}. Доказательство теоремы завершает установление взаимно однозначного соответствия {\displaystyle x_{i_{1}i_{2}...i_{k}...}\leftrightarrow y_{j_{1}j_{2}...j_{k}...}} если {\displaystyle i_{1}=j_{1},i_{2}=j_{2},...,i_{k}=j_{k},...}.